# 빌리빈 뮤직
빌리빈 뮤직(Billybean Music)은 2015년 8월 10일에 설립된 인디 음악 레이블로, 음반제작 이외에도 콘텐츠 제작, 공연 기획 등 다양한 문화사업 전반에서 활동하고 있다.
- 회사명 : 주식회사 빌리빈
- 대표이사 : 김병헌
- 주소 : 서울특별시 서대문구 연희로11라길 28

## 과거 소속 아티스트
- 연희다방
- 더스키80 (DUSKY 80)
- 김뜻돌 (MEANINGFUL STONE)
- 하범석 (HA BEOM SEOK)

## 같이 보기
- 인디레이블
- 레코드 레이블